# Erasmus Bielfeldt
Erasmus Bielfeldt, född 1682 troligen i Stade, död 19 oktober 1753, han var en tysk orgelbyggare på 1700-talet.

## Biografi
Bielfeldt föddes troligen i Stade. Som orgelbyggare arbetade han först i Celle och Bremen. Bielfeldt kan ha varit en elev till Arp Schnitger, men hittills har detta inte bevisats. Hans dispositioner liknar Schnitger, men orglarna har inga ryggpositiv.
Han arbetade 1707-1715 med Matthias Dropa i Lüneburg, där gifte han sig 1707 med Anna Maria Roden. Omkring 1730 återvände han till Stade och bosatte sig där. Han arbetade främst i Elbe och Weser.
Hans mest kända verk är förmodligen orgeln i St. Wilhadi (Stade), som han slutförde 1736. Totalt har han byggt åtta orglar, så som orgeln i  St. Willehadi-kyrkan i Osterholz-Scharmbeck 1734.

## Orgelverk
| År           | Ursprunglig kyrka                | Stift | Bild | Manualer | Pedal        | Stämmor | Bevarad orgel/fasad | Övrigt |
| ------------ | -------------------------------- | ----- | ---- | -------- | ------------ | ------- | ------------------- | --- |
| 1720         | St. Petri, Müden (Aller)         |       |      |          |              |         |                     | Nybyggnation. |
| 1730–1731    | St. Martinskirche, Oldendorf     |       |      | 2        | Självständig | 13      | Nej/Ja              | Ny orgel byggdes 1981 av Rudolf Janke. |
| 1728–1733    | St.-Liborius-Kirche, Bremervörde |       |      | 2        | Självständig | 25      |                     | Fasaden finns bevarad i ombyggd form. Pipverket är byggt 1962-1963 av Gebr. Hillebrand. Idag har orgeln 3 manualer, pedal och 32 stämmor. |
| 1731–1735    | St. Wilhadi, Stade               |       |      | 3        | Självständig | 40      | Ja (delvis)/Ja      | Nybyggnation. En stor del av orgeln finns bevarad.                                                                                        |
| 1731–1734/45 | St. Willehadi, Scharmbeck        |       |      | 2        | Självständig | 23      | Ja (delvis)/Ja      | Nybyggnation. En stor del av orgeln finns bevarad.                                                                                        |

Från 1728 till 1748 utförde han reparationer på olika orglar i Bremen.

## Tillägnade platser
Efter honom är Bielfeldtweg namngiven i Stader-distriktet Hahle.

## Webblänkar
- Wikimedia Commons har media som rör Erasmus Bielfeldt.
- Beskrivning över Wilhadi orgeln